# Lautenbach (Neckar, Neckargemünd)
Der Lautenbach ist ein  Bach des südlichen Odenwaldes in der Stadtteilgemarkung Mückenloch von Neckargemünd im baden-württembergischen Rhein-Neckar-Kreis. Nach etwa einem Kilometer langem Lauf nach Nordwesten mündet er etwa 1,2 km nördlich der Dorfmitte von Mückenloch von links in den unteren Neckar.
Außer diesem am tiefsten mündenden Lautenbach hat der Neckar noch zwei weitere Zuflüsse desselben Namens. Der eine Lautenbach mündet nur etwa 20 Kilometer weiter aufwärts von rechts zwischen den Eberbacher Stadtteilen Lindach und Rockenau von rechts ebenfalls in den Odenwaldneckar. Der höchste Zufluss Lautenbach dagegen läuft dem Oberlauf des Flusses im Stadtteil Aistaig von Oberndorf am Neckar von links zu. 

## Geographie

### Verlauf
Der Quellbereich des Lautenbachs liegt am unteren Südwesthang des 331 m ü. NHN hohen Waldberges Hohert und jeweils knapp 400 Meter nördlich des Sportplatzes auf der Kuppe des bis 307,3 m ü. NHN hohen Bannholzes sowie nordöstlich des Mückenlocher Schützenhauses. Es ist eine sumpfige Platte auf etwa 255 m ü. NHN im Walddistrikt Brunnenstufe mit vereinzelt stehenden Erlen, aus welcher der Bach mit nur zeitweiligem Durchfluss nach Westnordwesten bergab läuft.
Auf den ersten etwa hundert Metern bleibt der Bach noch im Wald, dort ist er abschnittsweise klingenartig ins Gelände eingekerbt. Dann franst der Wald zu Baumgruppen aus und der Bach fließt bald geradlinig in einem unscheinbaren grasigen Graben ohne Baum oder Strauch über das Wiesengewann Lautenbach.
Am anderen Rand dieser Flurbucht wendet sich der Bach nach etwa der Hälfte seines Laufes am Ostfuß des ebenfalls bewaldeten, 246,8 m ü. NHN hohen Kirchbergs nach Nordwesten. Nun fließt er geschlungen und bald wieder im Wald. Darin quert er einen Waldweg und später, schon am Unterhang des Neckars, die K 4102 Neckarhäuserhof–Mückenloch.
Unterhalb der Kreisstraße quert er auf seinen letzten hundert Metern den Schonwald Scillawald Neckarberge, wo er auf den wenigen Metern Breite eines Hangstreifen durch einen Massenvorkommen des Blausterns zieht. Dann fließt er auf etwa 116,7 m ü. NHN von links in den unteren Neckar ein.
Der Lautenbach mündet nach etwa 1,1 km langem Lauf mit mittlerem Sohlgefälle von etwa 130 ‰ rund 138 Höhenmeter unterhalb seiner Quelle am Hohert.

### Einzugsgebiet
Der Lautenbach hat ein 3⁄4 km² großes Einzugsgebiet, das naturräumlich zum Unterraum Odenwald-Neckartal des Buntsandstein-Odenwaldes gehört. Der höchste Punkt an der östlichen Wasserscheide auf dem Hoherd erreicht 331 m ü. NHN. Es gehört ganz zur Mückenlocher Teilgemarkung der Stadt Neckargemünd, ist zu drei Vierteln bewaldet, in den offenen Bereichen liegen fast nur Wiesen. Besiedlung gibt es nirgends.
Der Lautenbach hat sein Tal nicht selbst geschaffen, vielmehr ist es der obere Rest einer alten, inzwischen vom Fluss verlassenen südlichen Neckarschlinge um den Mückenlocher Kirchberg (246,8 m ü. NHN), den der Lautenbach gegen die frühere Flussrichtung durchläuft.
Reihum grenzen die Einzugsgebiete der folgenden Nachbargewässer an:
- Im Westen und Norden liegt unmittelbares Einzugsgebiet des Neckars unter- bzw. oberhalb der Mündung des Lautenbachs;
- im Osten liegt das Quellgebiet des Neckarberggrabens, der oberhalb des Lautenbachs in den Neckar mündet;
- im Süden grenzt das Einzugsgebiet des obersten Biddersbachs an, der über die Elsenz weit unterhalb in den Fluss entwässert;
- im Südwesten liegt der abwärtige Teil der ehemaligen Neckarschlinge, aus dem der Gießbach wenig abwärts in den Fluss mündet.

## Geologie
Das Einzugsgebiet liegt im Buntsandstein des Odenwaldes. Die Bergeshöhen im Nordosten, Südosten und Westen sind von Oberem Buntsandstein bedeckt. Der Bach läuft recht früh schon in Schichthöhe des Mittleren Buntsandsteins, sehr mündungsnah hat er sich dann bis in den Unteren Buntsandstein eingegraben. Linksseits des untersten Laufs liegt dort ein aufgelassener Steinbruch mit hohen Felswänden dem Neckar zu.
Im waldfreien Gewann Lautenbach bedeckt Lösssediment aus quartärer Ablagerung den Buntsandstein. Vermutlich wird das Einzugsgebiet von Süd nach Nord von einer Störung gequert, die in eben diesem Gewann den Lauf kreuzt und am Neckartalrand Unteren Buntsandstein im Osten gegen Mittleren im Westen versetzt; die Hochscholle liegt also neckaraufwärts.

## Natur und Schutzgebiete
Auf seinen letzten hundert Metern nach Unterquerung der K 4102 Neckarhäuserhof–Mückenloch durchquert der Lautenbach den sich am Neckartalhang entlangziehenden Schonwald Scillawald Neckarberge. Das gesamte Einzugsgebiet gehört sowohl zum Landschaftsschutzgebiet Neckartal I-Kleiner Odenwald als auch zum Naturpark Neckartal-Odenwald.

## Tourismus
Das Einzugsgebiet des Lautenbachs wird von drei Hauptwanderwegen des Odenwaldklubs durchzogen und tangiert:
- Der HW 36 Oberschefflenz-Heidelberg, markiert mit kopfstehendem grünen T, durchquert das Einzugsgebiet von Ost nach West, er führt nahe an der Quelle des Lautenbachs vorbei.
- Der HW 21 oder Franken-Hessen-Kurpfalz-Weg, markiert mit einem roten Kreuz, läuft ungefähr auf der südöstlichen Wasserscheide.
- Der HW 62 oder Linke Neckarrandweg, markiert mit einem gelben R, unterquert den untersten Bachlauf auf der Trasse der K 4102.

### LUBW
Amtliche Online-Gewässerkarte mit passendem Ausschnitt und den hier benutzten Layern: Lauf und Einzugsgebiet des Lautenbachs

Allgemeiner Einstieg ohne Voreinstellungen und Layer: Daten- und Kartendienst der Landesanstalt für Umwelt Baden-Württemberg (LUBW) (Hinweise)
1. 1 2  Höhe nach dem Höhenlinienbild auf dem Hintergrundlayer Topographische Karte.
2. ↑  Länge nach dem Layer Gewässernetz (AWGN), ergänzt um ein auf der Gewässerkarte nicht berücksichtigtes Anfangsstück, das auf dem Hintergrundlayer Topographische Karte abgemessen wurde.
3. ↑  Einzugsgebiet nach dem Layer Basiseinzugsgebiet (AWGN).
4. 1 2 3 4 5  Höhe nach grauer Beschriftung auf dem Hintergrundlayer Topographische Karte.
5. ↑  Natur teilweise nach dem Layer Geschützte Biotope.
6. ↑  Schutzgebiete nach den einschlägigen Layern.

### Andere Belege
1. ↑  Josef Schmithüsen: Geographische Landesaufnahme: Die naturräumlichen Einheiten auf Blatt 161 Karlsruhe. Bundesanstalt für Landeskunde, Bad Godesberg 1952. → Online-Karte (PDF; 5,1 MB)
2. ↑  Geologie nach den Layern zu Geologische Karte 1:50.000 auf: Mapserver des Landesamtes für Geologie, Rohstoffe und Bergbau (LGRB) (Hinweise)